# Tôlanaro
Tôlanaro o Tolagnaro (Malagaix: Tôlan̈aro [tolaˈŋarʷ]) és una ciutat de la costa sud-est de Madagascar. És la capital de la regió Anosy i del districte de Tôlanaro. Té un port d'importància local des de 1500 i un nou port s'ha construït, Port d'Ehola. Anteriorment es deia Fort-Dauphin, que va ser el primer assentament francès a Madagascar.
Té uns 46.000 habitants.

## Clima
Tôlanaro té un clima tropical de selva plujosa.
| Dades climàtiques a Tôlanaro (1961–1990, extremes 1890–present)                             | Dades climàtiques a Tôlanaro (1961–1990, extremes 1890–present) | Dades climàtiques a Tôlanaro (1961–1990, extremes 1890–present) | Dades climàtiques a Tôlanaro (1961–1990, extremes 1890–present) | Dades climàtiques a Tôlanaro (1961–1990, extremes 1890–present) | Dades climàtiques a Tôlanaro (1961–1990, extremes 1890–present) | Dades climàtiques a Tôlanaro (1961–1990, extremes 1890–present) | Dades climàtiques a Tôlanaro (1961–1990, extremes 1890–present) | Dades climàtiques a Tôlanaro (1961–1990, extremes 1890–present) | Dades climàtiques a Tôlanaro (1961–1990, extremes 1890–present) | Dades climàtiques a Tôlanaro (1961–1990, extremes 1890–present) | Dades climàtiques a Tôlanaro (1961–1990, extremes 1890–present) | Dades climàtiques a Tôlanaro (1961–1990, extremes 1890–present) | Dades climàtiques a Tôlanaro (1961–1990, extremes 1890–present) |
| Mes                                                                                         | gen                                                             | febr                                                            | març                                                            | abr                                                             | maig                                                            | juny                                                            | jul                                                             | ag                                                              | set                                                             | oct                                                             | nov                                                             | des                                                             | anual                                                           |
| ------------------------------------------------------------------------------------------- | --------------------------------------------------------------- | --------------------------------------------------------------- | --------------------------------------------------------------- | --------------------------------------------------------------- | --------------------------------------------------------------- | --------------------------------------------------------------- | --------------------------------------------------------------- | --------------------------------------------------------------- | --------------------------------------------------------------- | --------------------------------------------------------------- | --------------------------------------------------------------- | --------------------------------------------------------------- | --------------------------------------------------------------- |
| Màxima rècord °C (°F)                                                                       | 36.0 (96.8)                                                     | 36.5 (97.7)                                                     | 38.0 (100.4)                                                    | 33.6 (92.5)                                                     | 33.2 (91.8)                                                     | 32.1 (89.8)                                                     | 34.0 (93.2)                                                     | 36.1 (97)                                                       | 35.8 (96.4)                                                     | 33.2 (91.8)                                                     | 35.0 (95)                                                       | 37.5 (99.5)                                                     | 38.0 (100.4)                                                    |
| Màxima mitjana °C (°F)                                                                      | 30.1 (86.2)                                                     | 30.0 (86)                                                       | 29.2 (84.6)                                                     | 27.6 (81.7)                                                     | 26.0 (78.8)                                                     | 24.5 (76.1)                                                     | 23.9 (75)                                                       | 24.5 (76.1)                                                     | 25.6 (78.1)                                                     | 26.9 (80.4)                                                     | 27.8 (82)                                                       | 29.0 (84.2)                                                     | 27.1 (80.8)                                                     |
| Mitjana diària °C (°F)                                                                      | 26.2 (79.2)                                                     | 26.2 (79.2)                                                     | 25.4 (77.7)                                                     | 23.8 (74.8)                                                     | 21.9 (71.4)                                                     | 20.2 (68.4)                                                     | 19.8 (67.6)                                                     | 20.3 (68.5)                                                     | 21.2 (70.2)                                                     | 22.6 (72.7)                                                     | 23.7 (74.7)                                                     | 25.1 (77.2)                                                     | 23.0 (73.4)                                                     |
| Mínima mitjana °C (°F)                                                                      | 23.0 (73.4)                                                     | 23.1 (73.6)                                                     | 22.3 (72.1)                                                     | 20.7 (69.3)                                                     | 18.3 (64.9)                                                     | 16.4 (61.5)                                                     | 16.2 (61.2)                                                     | 16.6 (61.9)                                                     | 17.4 (63.3)                                                     | 19.0 (66.2)                                                     | 20.4 (68.7)                                                     | 21.9 (71.4)                                                     | 19.6 (67.3)                                                     |
| Mínima rècord °C (°F)                                                                       | 15.0 (59)                                                       | 18.2 (64.8)                                                     | 16.8 (62.2)                                                     | 13.0 (55.4)                                                     | 11.9 (53.4)                                                     | 9.7 (49.5)                                                      | 9.4 (48.9)                                                      | 9.0 (48.2)                                                      | 11.0 (51.8)                                                     | 10.1 (50.2)                                                     | 14.7 (58.5)                                                     | 13.8 (56.8)                                                     | 9.0 (48.2)                                                      |
| Pluja mitjana mm (polzades)                                                                 | 157.5 (6.201)                                                   | 157.0 (6.181)                                                   | 178.7 (7.035)                                                   | 175.8 (6.921)                                                   | 142.8 (5.622)                                                   | 125.6 (4.945)                                                   | 148.9 (5.862)                                                   | 103.2 (4.063)                                                   | 74.5 (2.933)                                                    | 99.4 (3.913)                                                    | 151.5 (5.965)                                                   | 164.0 (6.457)                                                   | 1.678,9 (66,098)                                                |
| Mitjana de dies de precipitació (≥ 1.0 mm)                                                  | 11                                                              | 12                                                              | 12                                                              | 12                                                              | 11                                                              | 10                                                              | 10                                                              | 8                                                               | 7                                                               | 8                                                               | 11                                                              | 11                                                              | 123                                                             |
| Humitat relativa mitjana (%)                                                                | 81                                                              | 79                                                              | 82                                                              | 81                                                              | 80                                                              | 80                                                              | 80                                                              | 78                                                              | 76                                                              | 78                                                              | 80                                                              | 80                                                              | 80                                                              |
| Mitjana mensual d'hores de sol                                                              | 256.5                                                           | 222.4                                                           | 222.7                                                           | 205.8                                                           | 223.5                                                           | 209.5                                                           | 211.5                                                           | 241.7                                                           | 236.5                                                           | 240.1                                                           | 232.9                                                           | 236.1                                                           | 2.739,2                                                         |
| Font #1: NOAA                                                                               |                                                                 |                                                                 |                                                                 |                                                                 |                                                                 |                                                                 |                                                                 |                                                                 |                                                                 |                                                                 |                                                                 |                                                                 |                                                                 |
| Font #2: Deutscher Wetterdienst (humidity, 1951–1967), Meteo Climat (record highs and lows) |                                                                 |                                                                 |                                                                 |                                                                 |                                                                 |                                                                 |                                                                 |                                                                 |                                                                 |                                                                 |                                                                 |                                                                 |                                                                 |